# Sakubitryl
Sakubitryl (łac. sacubitrilum) – wielofunkcyjny organiczny związek chemiczny, stosowany w leczeniu przewlekłej niewydolności serca ze zmniejszoną frakcją wyrzutową w połączeniu z walsartanem. Jest to prolek, którego aktywny metabolit ma działanie hamujące enzym neprylizynę, pierwszy lek z nowej grupy antagonistów receptorów angiotensyny II i inhibitorów neprylizyny (ARNI).

## Mechanizm działania
Sakubitryl jest inhibitorem neprylizyny, przez co powoduje zwiększenie dostępności przedsionkowego peptydu natriuretycznego (ANP) oraz mózgowego peptydu natriuretycznego (BNP). Efektem klinicznym jest zwiększenie diurezy, zwiększenie wydalania sodu z moczem, rozkurczenie naczyń oraz hamowanie niekorzystnego remodelingu mięśnia sercowego.

## Sakubitryl/walsartan

Metabolizm sakubitrylu do aktywnego biologicznie metabolitu

Sakubitryl jako lek prosty nie jest dostępny na rynku farmaceutycznym. Połączenie sakubitryl/walsartan (LCZ696) jest pierwszym preparatem z grupy antagonistów receptorów angiotensyny II i inhibitorów neprylizyny (ARNI). Połączenie sakubitryl/walsartan jest krystalicznym kompleksem inhibitora neprylizyny sakubitrylu i antagonisty receptora angiotensyny II walsartanu. Po wchłonięciu kompleks ulega rozpadowi na aktywny lek walsartan i prolek sakubitryl, który z kolei ulega enzymatycznemu przekształceniu, przez karboksyloesterazy 1b i 1c, na aktywny metabolit LBQ657.
 
Połączenie sakubitryl/walsartan zostało wybrane ze względu na istotną redukcję ryzyka wystąpienia obrzęku naczynioruchowego, ponieważ hamuje tylko jeden enzym odpowiedzialny za rozpad bradykinin. Poprzednio badany lek z tej grupy omapatrilat, który nie został dopuszczony na rynek farmaceutyczny, hamował oprócz neprylizyny, również konwertazę angiotensyny i zwiększał w sposób istotny to ryzyko.

## Zastosowanie
- leczeniu objawowej, przewlekłej niewydolności serca ze zmniejszoną frakcją wyrzutową w połączeniu z walsartanem[3]
- zmniejszenie ryzyka zgonu z powodu chorób sercowo-naczyniowych oraz z powodu zaostrzenia przewlekłej niewydolności serca u pacjentów z przewlekłą niewydolnością krążenia (NYHA II–IV) ze zmniejszoną frakcją wyrzutową w połączeniu z walsartanem[2]

W 2016 roku sakubitryl był dopuszczony do obrotu w Polsce w połączeniu z walsartanem. Stwierdzono, że ten preparat działa korzystnie w niewydolności zastawki dwudzielnej.

## Działania niepożądane
Sakubitryl, w połączeniu z walsartanem, może powodować następujące działania niepożądane, stwierdzone u ponad 5% pacjentów biorących udział w badaniu klinicznym:
- hipotensja
- hiperkaliemia
- kaszel
- zasłabnięcie
- niewydolność nerek